# Zasole Bielańskie

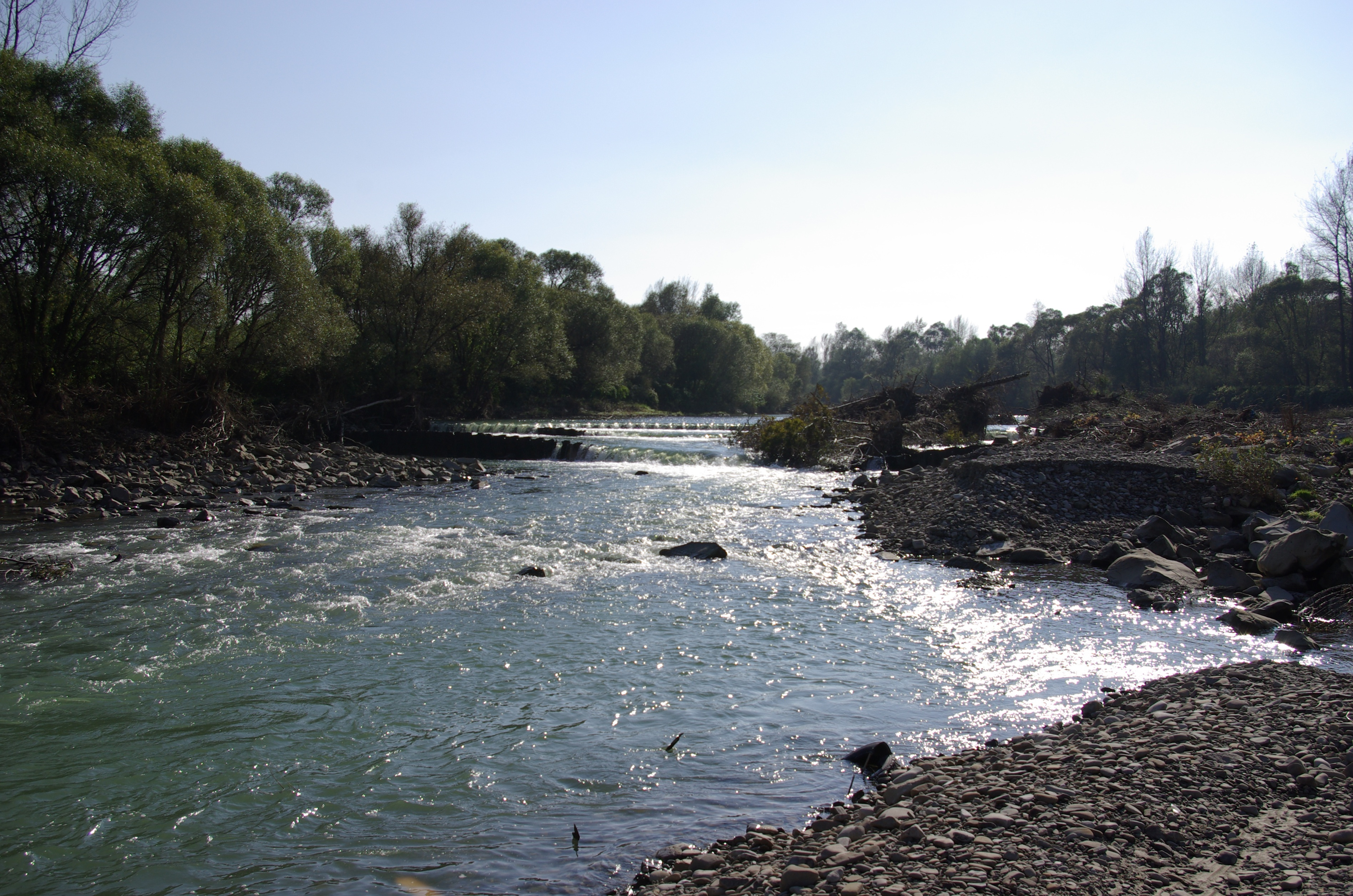
Rzeka Soła

Zasole Bielańskie – wieś w Polsce położona w województwie śląskim, w powiecie bielskim, w gminie Wilamowice. Powierzchnia sołectwa wynosi 361,8 ha a liczba ludności 968 (2021).

## Historia
Pierwotnie miejscowość stanowiła przysiółek Bielan, usytuowany na przeciwnym do nich, lewym brzegu Soły. Do rzeki nawiązuje nazwa miejscowości, która w języku polskim oznacza miejsce leżące za Sołą czyli Zasole.
Wieś wymieniona w XIX wieku w Słowniku geograficznym Królestwa Polskiego jako Zasole lub Zasolany w grupie trzech wólek czyli osad założonych na surowym korzeniu z zastosowaniem dla jej nowych mieszkańców ulgi na zagospodarowanie.
Pod koniec XIX wieku miejscowość leżała w powiecie bielskim w granicach Galicji i przynależała do Bielan. Znajdowało się w niej 42 domy oraz zamieszkiwało ją 255 mieszkańców, w tym 118 mężczyzn i 137 kobiet.
Jako wieś Zasole Bielańskie usamodzielniło się od Bielan 1 stycznia 1973.
W latach 1975–1998 miejscowość położona była w województwie bielskim.
Miejscowość od trzech stron graniczy z województwem małopolskim (od północy z Zasolem, od wschodu z Bielanami i od zachodu z Jawiszowicami).